# Instituto religioso
Na Igreja Católica, os institutos religiosos são definidos como sociedades eclesiásticas legitimamente constituídas ou aprovadas por autoridade competente   (bispo diocesano ou Santa Sé). Seus membros (religiosos) professam votos públicos e vivem em comunidade.
Juntamente com os institutos seculares, fazem parte dos institutos de vida consagrada. Historicamente, os institutos religiosos são divididos em ordens regulares (nas quais pelo menos alguns dos seus membros fazem votos solenes e vivem em clausura monástica) e congregações religiosas (cujos membros fazem votos de forma simples).